# Nuno Frechaut
Nuno Miguel Frechaut Barreto (Lisbona, 24 settembre 1977) è un ex calciatore portoghese, di ruolo difensore o centrocampista.